# Famicom Jump 英雄列传
《Famicom Jump 英雄列传》是一款由東星軟件制作、萬代发行的角色扮演类游戏。本游戏于1989年2月15日在日本地区紅白機发行。游戏为了纪念集英社的漫画选集《週刊少年Jump》20周年。
本游戏的一个主要目的是收集《週刊少年Jump》中16个著名的英雄，并使用他们来与敌人进行战斗。
《電腦遊戲世界》称本游戏为一个引人注目，具有创新的竞速类游戏。本游戏持续收到各大游戏期刊的好评。